# Мемориальный комплекс жертвам нацизма (Чернигов)
Мемориальный комплекс жертвам нацизма или Мемориальный комплекс в честь мирных жителей, расстрелянных фашистами: братские могилы 15000 мирных жителей, расстрелянных в 1941-1943 годах и памятник жертвам фашизма — мемориальный комплекс и памятник истории местного значения в Чернигове.

## История
Решением исполкома Черниговского областного совета народных депутатов трудящихся от 31.05.1971 № 286 мемориальному комплексу присвоен статус памятник истории местного значения с охранным № 35 под названием Мемориальный комплекс в честь мирных жителей, расстрелянных фашистами: братские могилы 15000 мирных жителей, расстрелянных в 1941-1943 годах и памятник жертвам фашизма. Комплекс имеет собственную «территорию памятника» (границы урочища), согласно правилам застройки и использования территории. Не установлена информационная табличка (памятника истории), есть стенд-указатель при входе в урочище.  
Приказом Департамента культуры и туризма, национальностей и религий Черниговской областной государственной администрации от 07.06.2019 № 223 для памятника истории используется новое название — Мемориальный комплекс жертвам нацизма.

## Описание
Мемориальный комплекс расположен в урочище Подусовка — непосредственно западнее перекрёстка улиц Леонида Пашина и Циолковского.
Во время Великой Отечественной войны: в 1941-1942 годы в бывшем урочище Подусовка немецко-фашистскими оккупантами было расстреляно более 15 тысяч советских граждан. 
В 1963 году на месте могил был установлен бетонный обелиск. В 1975 году был открыт мемориальный комплекс, выполненный по проекту скульптора Г. П. Гутмана, архитекторами А. А. Карнабед, Ю. М. Дмытрука и Н. М. Копейкиной. Центральный объект мемориала — прямоугольный бетонный обелиск высотой 11,3 м в верхней части, которого размещены горельефные изображения голов женщины, мужчины и ребенка. Под ним — надпись накладными буквами — «Помните». Ниже высечены слова «Реквиема» Р. Рождественского: «Помните о тех, кто не придет никогда», на  боковой грани: «На тысячу жизней хватило бы наших страданий», «На стомиллионную жизнь хватило бы нашей силы, нашей воли, нашей веры в будущее». Вокруг обелиска, который подымается на невысоком холме, 15 мемориальных плит из чёрного лабрадорита, которые символизируют число тысяч погибших. К ним ведёт Аллея Скорби, которая постепенно сужается от 6 до 3 м. Вход на неё открывает двухметровая гранитная стела с мемориальным текстом. Рядом с аллеей — 5 братских могил.